# Jozgits János
Jozgits János (Dunapataj, 1855. június 16. – Pécs, 1940. augusztus 31.) teológiai doktor, római katolikus plébános.

## Életútja
Jómodú szülők gyermeke. Atyja korai halála után az elemi iskolákat Pakson, a gimnáziumot Kalocsán, a teológiát Pécsett végezte. 1877. június 29-én Kovács Zsigmond pécsi püspök szerpappá, november 26-án Dulánszky Nándor pedig miséspappá szentelte föl. 1877-78-ban Faddon, 1878 második felében Kalocsán, 1879-ben Bátaszéken, 1880-től 1886. őszéig Pécsett káplánkodott. (1886. szeptember 21-től 1897. január 1-ig jánosi (Baranya megye) plébános volt. 1894-ben a kánoni doktorátust megszerezte és 1895-ben a budavári Mátyás-templomban a nagyböjti szentbeszédeket tartotta. 1897. január 1-jén lemondott plébániájáról, mire bonyhádi adminisztrátorrá nevezte ki Troll Ferenc káptalani helynök.
Cikke a Pécsi Közlönyben (1896. A középkori lovagélet, hét tárcacikk, közli a lovagélet leírását, a lovaggá ütés szertartásait, a különféle lovagharczokat, tekintettel a magyar viszonyokra; írt ezen kívül még több czikket és humorisztikus tárczát.)

## Munkái
- Ünnepnapi szent beszédek. Pécs, 1885.
- Költemények. Uo. 1888. (Ism. az egri Irodalmi Szemle 8. sz., M. Sion 554. 1., Irod. Értesítő 13. sz.)
- Káté-Imakönyv. Imádságos és énekeskönyv. Elemi tanulók és iskolából kilépők számára. Uo. 1889. (1890-96. összesen hat kiadásban és 36 ezer példányban; németül hat ezer és horvátúl kétezer példányban. Ism. M. Sion 1890. 312. 1.)
- Kolumbus Kristóf élete, felfedezése és halála. Négy énekben. Bpest, 1891.
- Szentbeszéd-Kivonatak-Tára. (Előszó: Baranya Jánosi, 1892. szept. Mutatványív.)

Szerkesztette a Szűz Mária képes naptárát 1892-96. (Öt évfolyamát, megjelent Nagy-Kanizsán.)